# Leszkeni járás

A Leszkeni járás a Kabard- és Balkárföldön

A Leszkeni járás (oroszul Лескенский район, kabard nyelven ЛэскIэн къедзыгъуэ, balkár nyelven Лескен район) Oroszország egyik járása a Kabard- és Balkárföldön. Székhelye Anzorej.

## Történelem
A járást 2003-ban hozták létre, addig az Urvanyi járás részét képezte.

## Népesség
- 2010-ben 27 840 lakosa volt, melyből 25 103 kabard (90,2%), 1 577 oszét (5,7%), 677 balkár (2,4%), 179 orosz (0,6%).